# LGBT人物列表
本條目為身份公開或有可靠來源證實的「同性戀」、「雙性戀」和「跨性別人物」列表。

## 概要
由於「同性戀」這個詞彙以及「同性戀者」這個身份认同直至十九世紀才在歐洲出現，二十世紀初傳至日本、華人地區，因此亞洲LGB人物列表、非洲LGB人物列表、歐洲LGB人物列表、美洲LGB人物列表、大洋洲LGB人物列表、跨性別人物列表收錄對象為十九世紀末以後的歐美人士、民國以後出生的華人和現代世界各地區的LGBT人物，在這之前的歷史人物請見LGBT歷史人物列表。
儘管同性之間的情和亲密关系亙古即存，然而性傾向和同性戀的定義隨時間有所改變，並且難以整合。總括而言大多數的定義都含有心理成份（例如，個體情欲偏好的性別）、行為成份（例如，個體和伴侶的性行為）在內。過往的歷史人物性傾向是否為同性戀或雙性戀，性別認同是否為跨性別，只能依賴有限的文獻記載從行為或言詞紀錄加以推測。
社會對LGBT的態度會影響LGBT人物公開身份的意願。為了人身安全或避免不友善待遇等原因，不少人會隱瞞身份或保持低調，然而基於改變偏見和利於平等權利的推動，有些名人會主動公開身份。某些同志運動團體（例如：Outrage!）为政治原因訂有公开一些名人的政策。然而这种政策即使在同志社群也可能引發爭論，因為涉及了家人的人身安全、非公眾事務應保有個人自主的隱私權、以及受到攻擊性言論中傷的可能。
LGBT人物列表的收錄準則為：
1. 按姓氏、藝名或化名的英文字母、羅馬拼音（中文姓氏採漢語拼音，無姓氏或姓氏不確者按首字）排序
2. 公眾名人經媒體表明其身份者
3. 該人物舉辦了公開活動、發表作品或接受報章雜誌專訪，在活動、作品或專訪中表明其身份者
4. 公開參選從政者
5. 已逝世之歷史著名人物，由學術研究或私人檔案而揭露者

## 按類型區分
- LGBT歷史人物列表
- LGB人物列表（英语：List of gay, lesbian or bisexual people）
  - 亞洲LGB人物列表
  - 非洲LGB人物列表
  - 歐洲LGB人物列表
  - 美洲LGB人物列表
  - 大洋洲LGB人物列表
- 跨性別人物列表
- LGBT虛構角色列表

## 按職業區分
- LGBT運動員列表
- LGBT YouTuber列表
- LGBT國家和政府領袖列表
- 美國國會議員LGBT人物列表（英语：List of LGBT members of the United States Congress）
- 美國特命全權大使LGBT人物列表（英语：List of LGBT ambassadors of the United States）
- 英國LGBT政治人物列表（英语：List of LGBT politicians in the United Kingdom）

## 其他
- LGBT社運人士列表
- LGBT自杀人物列表

## 人物圖像

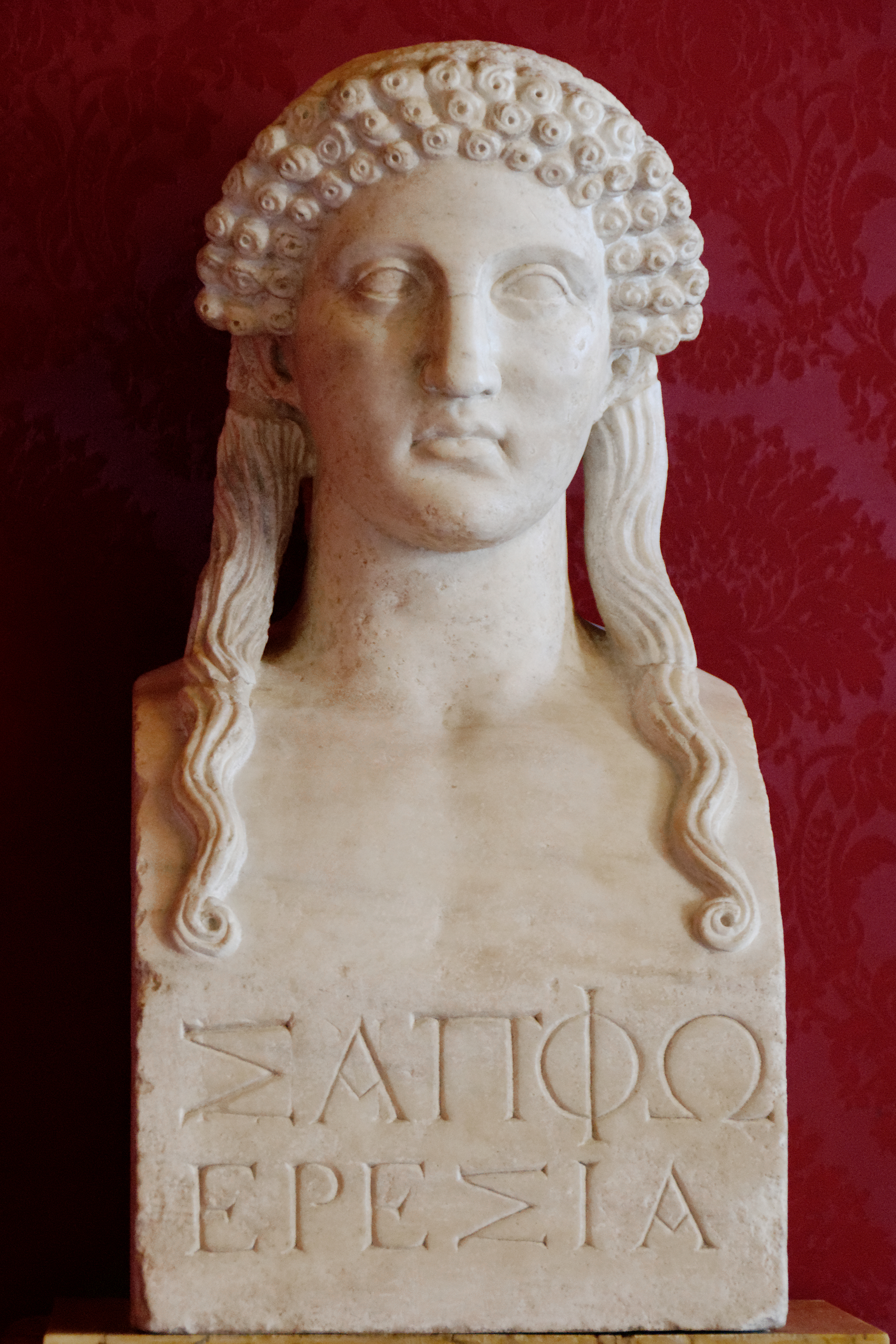
莎芙（c. 630–570 BCE）來自列斯伏斯島的古希臘抒情詩人
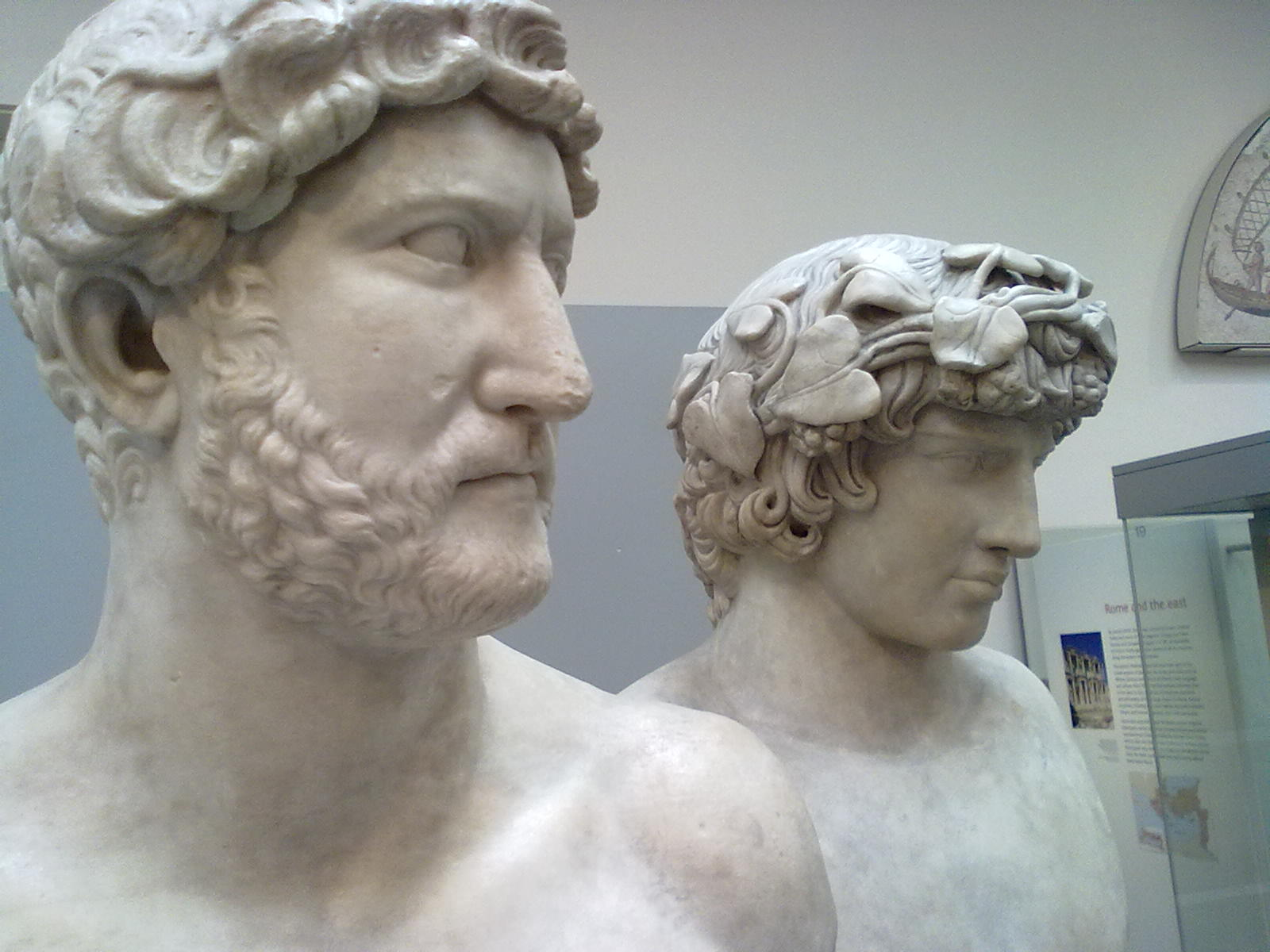
哈德良（76–138）羅馬帝國五賢帝之一；以及他的男寵安提諾烏斯（c. 111–130）
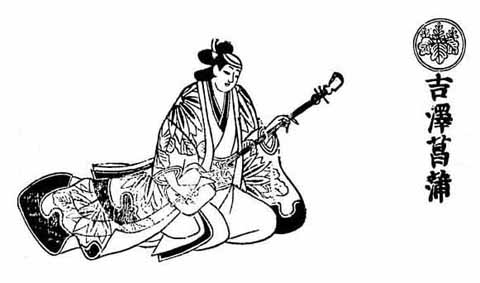
吉澤菖蒲 (初代)（英语：Yoshizawa Ayame I）（1673–1729）江戶時代的女形（男性出演女角）歌舞伎演員
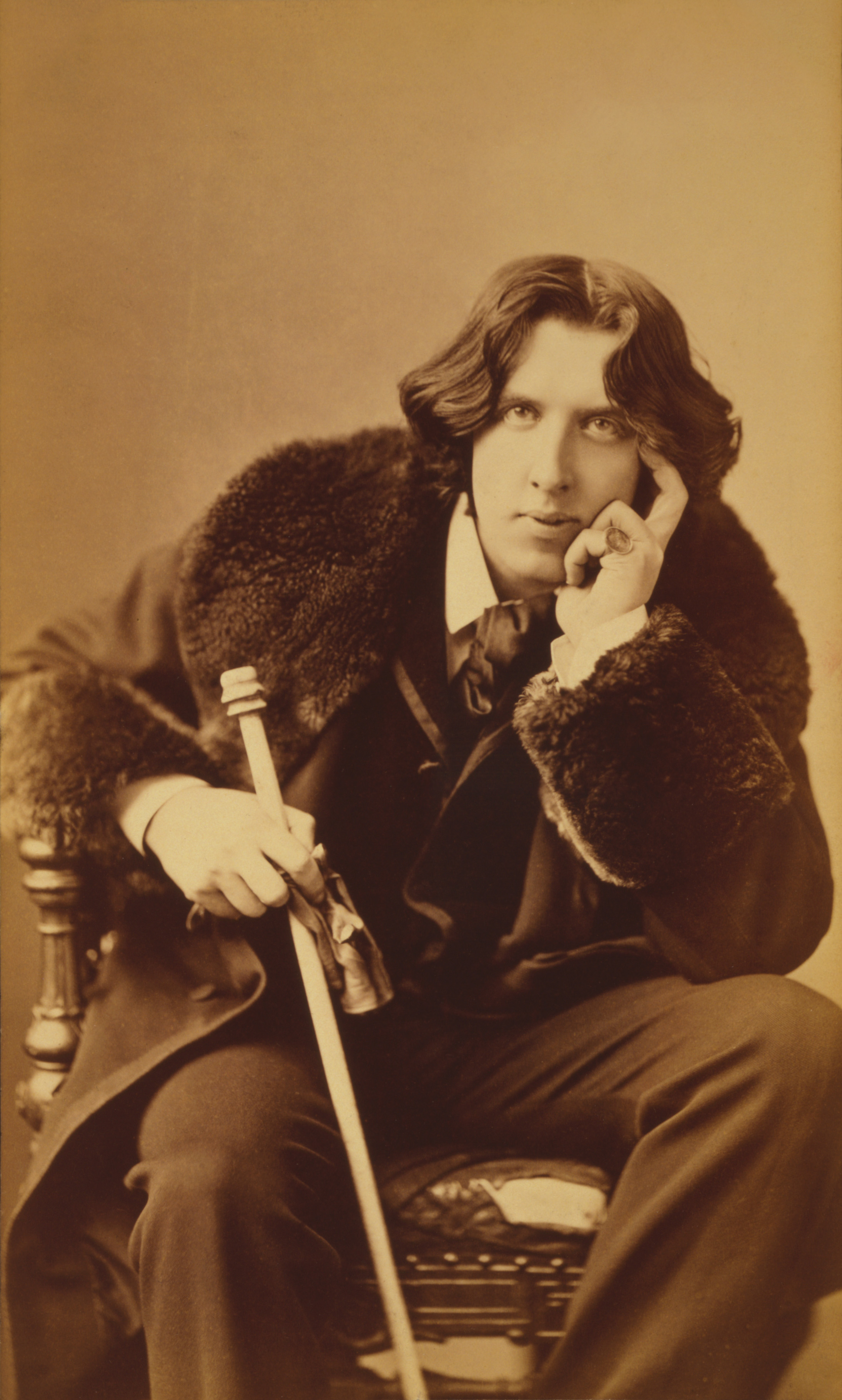
奧斯卡·王爾德（1854–1900）十九世紀末在倫敦廣受歡迎的劇作家
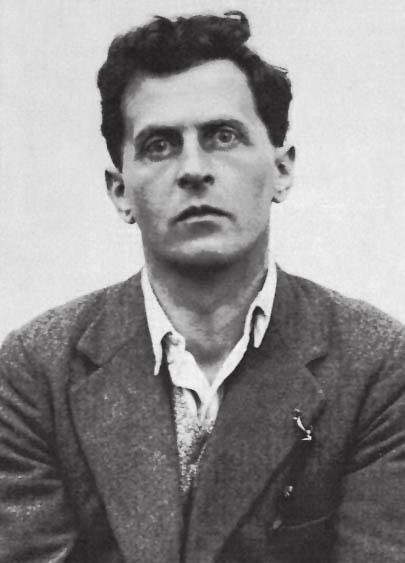
路德維希·維根斯坦（1889–1951）二十世紀最具影響力的哲學家之一
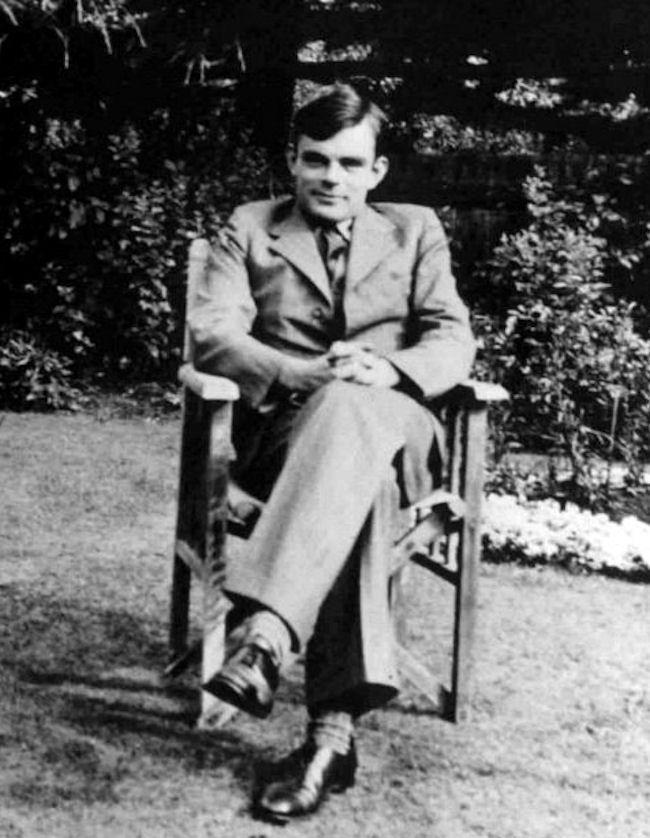
艾倫·圖靈（1912–1954）發展電腦計算模型圖靈機的數學家
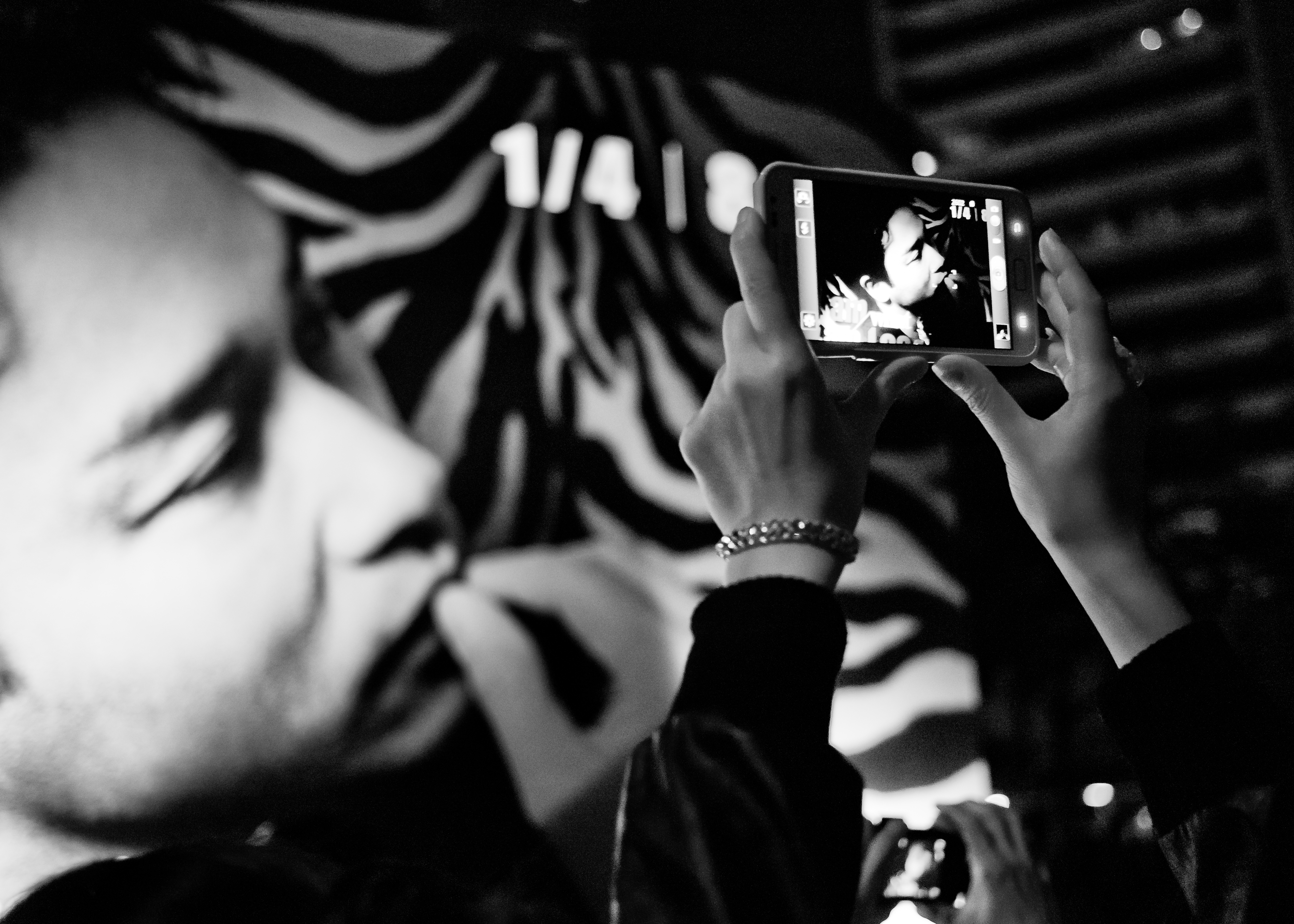
張國榮（1956–2003）在華人世界享負盛名的歌壇影視巨星
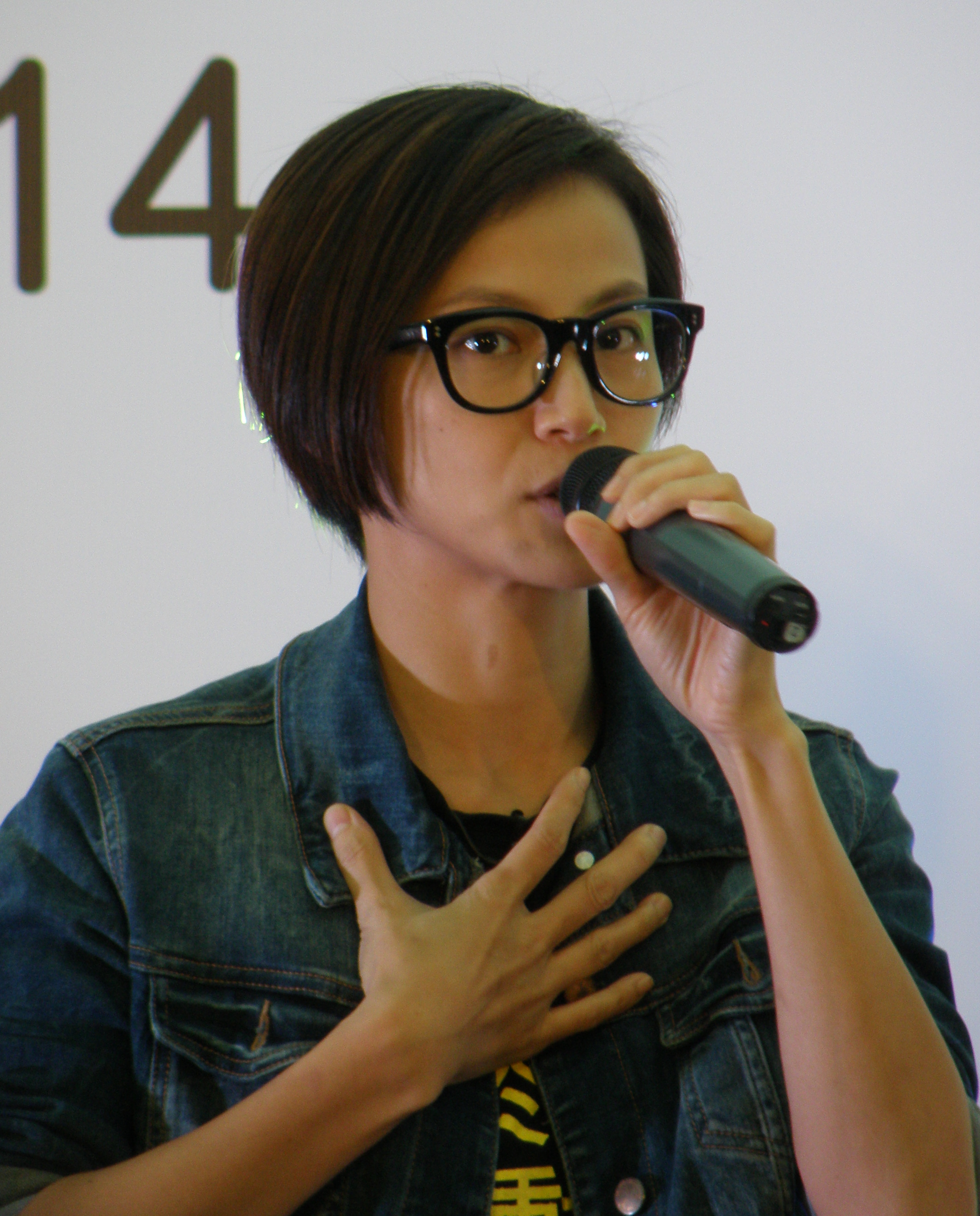
何韻詩（1977–）現身支持2014年雨傘運動的香港歌手
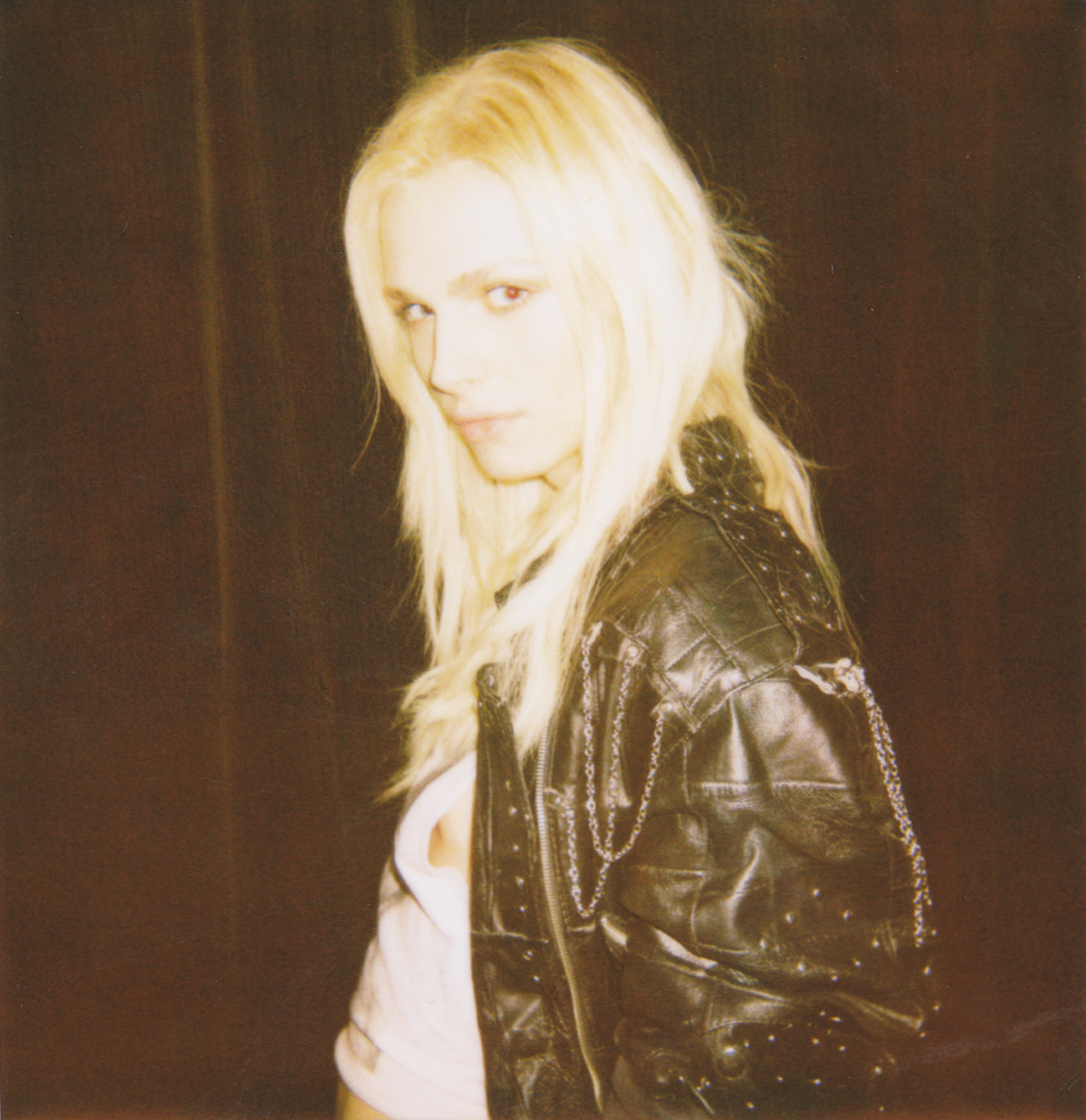
安德烈雅·佩伊奇（1991–）性別氣質雌雄莫辨的澳洲跨性別女性模特

## 延伸閱讀
- Robert Aldrich; Garry Wotherspoon. . Psychology Press. 2002  [2015-10-09]. ISBN 9780415159838. （原始内容存档于2019-08-22）.
- Robert Aldrich; Garry Wotherspoon. . Psychology Press. 2002  [2015-10-08]. ISBN 9780415291613. （原始内容存档于2019-08-24）.
- Keith Stern. . BenBella Books. 2013  [2015-10-09]. ISBN 9781935251835. （原始内容存档于2019-08-18）.
- Rictor Norton. . 2004  [2015-10-09]. （原始内容存档于2021-01-25）.